# Томашевский, Ян
Ян Томаше́вский (пол. Jan Tomaszewski; 9 января 1948, Вроцлав, Польша) — польский футболист, футбольный тренер и спортивный обозреватель. Выступал на позиции вратаря. Один из лучших вратарей в истории польского футбола, в 1970-е годы считался одним из лучших вратарей мира. В 2000 году вошёл в список лучших вратарей Европы XX века по версии МФФИИС.
Бронзовый призёр чемпионата мира 1974 года, серебряный призёр Олимпийских игр 1976 года, участник чемпионата мира 1978 года.

## Карьера

### Клубная
Томашевский начал карьеру в «Шлёнске», в его составе дебютировал в польской Первой лиге. С 1963 по 1967 год выступал за «Гвардию» из Вроцлава. В 1970 году перешёл в «Легию», но после нескольких неудачных матчей потерял место в стартовом составе, а в 1972 году стал игроком «Лодзи», где быстро занял место основного вратаря и получил признание как один из лучших польских вратарей. С 1978 года играл в зарубежных клубах: бельгийском «Беерсхоте» и испанском «Эркулесе».

### В сборной
Ян Томашевский дебютировал в сборной Польши 10 октября 1971 года в отборочном матче чемпионата Европы 1972 года против сборной ФРГ. Играть должен был вратарь Пётр Чая, но он получил травму незадолго до встречи, и Томашевский заменил его. Польская команда уступила со счётом 1:3, а Томашевский подвергся резкой критике в спортивных СМИ за неподобающее, по мнению журналистов, отношение к дебютному матчу в составе сборной.
Следующий матч Томашевского в национальной команде состоялся только через полтора года, в марте 1973 года. 17 октября того же года польская сборная на стадионе «Уэмбли» в решающем матче отборочного турнира чемпионата мира встретилась со сборной Англии. Перед матчем Брайан Клаф назвал Томашевского «клоуном», а он в ответ стал героем матча, пропустив только с пенальти. Поляки добились нужной для себя ничьей и попали на чемпионат мира, не пустив на него сборную Англии. После игры в английской прессе Томашевского называли «героем „Уэмбли“» и «человеком, остановившим Англию».
В 1974 году Томашевский принял участие в чемпионате мира в ФРГ, где сборная Польши заняла третье место. Стал первым вратарём, отразившим 2 пенальти на одном чемпионате мира: от Стаффана Таппера в матче против сборной Швеции и Ули Хёнесса, во встрече со сборной ФРГ. Позже Ян Томашевский был признан лучшим вратарём чемпионата мира.
Также принимал участие в Олимпийском турнире на играх в Монреале, где сборная Польши выиграла серебряные медали, и в чемпионате мира 1978 года, во время которого уступил место в составе сборной Зигмунту Кукле. Последний матч за сборную Томашевский провёл 18 ноября 1981 года, когда сборная Польши в Лодзи уступила сборной Испании со счётом 2:3. Всего выходил на поле в 63 матчах сборной, пропустил 60 мячей.

### Тренерская
Без особых успехов пробовал свои силы в качестве тренера. Тренерскую карьеру начал ещё до завершения игроцкой, возглавив «Лодзь» на последний матч сезона 1980/81. После этого ещё 4 раза выходил на поле в составе «Лодзи». В 1986 году заочно окончил тренерский факультет варшавской Академии физического воспитания. В нескольких матчах сезона 1989/90 был главным тренером «Видзева», в тот же период работал тренером вратарей в сборной Польши.

## Достижения
- Лучший вратарь чемпионата мира: 1974
- Бронзовый призёр чемпионата мира: 1974
- Серебряный призёр летних Олимпийских игр: 1976
- Серебряный призёр чемпионата Польши: 1970/71
- Бронзовый призёр чемпионата Польши: 1971/72
- Финалист Кубка Польши: 1971/72
- Обладатель Кубка Бельгии: 1978/79

## После карьеры
Несколько лет работал журналистом, неоднократно критиковал руководителей Польского футбольного союза: Мариана Дзюровича и Михала Листкевича. Позже помирился с Листкевичем и по его просьбе в мае 2005 года возглавил комитет по этике, на этом посту Томашевский, в частности, пытался доказать нарушение во время погашения долгов «Видзевом». Также работал спортивным комментатором на Польском телевидении.

### Политика
Во время президентских выборов в Польше в 2010 году входил в избирательный штаб Ярослава Качиньского.
В 2015 году критически высказался в адрес Президента Украины Петра Порошенко, который призвал бойкотировать чемпионат мира по футболу 2018 года в России. Томашевский осудил попытки смешивания спорта и политики, а также заявил, что «ему [Порошенко] стоит обратиться к доктору».

## Книги
- Kulisy reprezentacyjnej piłki, Promise Publishing Institute Łódź, 1991, 126 s.
- PZPN czy Przestępcy Zrzeszeni Przeciw Nam, Zysk i S-ka, 2004, 168 s.